# Philipp Kronenberg
Philipp Kronenberg (* 1988 in Hamburg) ist ein deutscher Schauspieler.

## Leben
Philipp Kronenberg studierte zunächst Illustration und Kommunikationsdesign an der Hochschule für Angewandte Wissenschaften Hamburg, ehe er sich von 2011 bis 2015 an der Berliner Hochschule für Schauspielkunst Ernst Busch (HfS Ernst Busch) zum Schauspieler ausbilden ließ. Erste Bühnenerfahrungen machte er ab 2011 auf Kampnagel und am Berliner Arbeiter-Theater. Von 2015 bis 2017 gehörte er dem Ensemble des Jungen Schauspielhauses in Hamburg an. Seit 2022 ist er im Ensemble des Theater Magdeburg, spielt dort u. a. in Inszenierungen von Andreas Kriegenburg, Jan Friedrich, Clara Weyde und Julien Chavaz.
Zwischenstationen waren das Theater Bremen, das Schauspiel Hannover, die Hamburgische Staatsoper, Deutsche Schauspielhaus und das Staatstheater Mainz. Er arbeitete dort u. a. mit den Regisseuren Moritz Beichl, Claudia Bauer, Kay Voges und Ersan Mondtag, mit Letzterem als Tänzer und Performer. 2018 war er Mitbegründer des Neuen Künstlertheaters, eines Berliner Künstlerkollektivs, das auf digitalen und analogen Bühnen Projekte mit verschiedenen stilistischen Mitteln erarbeitet.
Gelegentlich arbeitet Kronenberg auch für Hörfunk und Fernsehen. Neben einigen Kurzfilmen war er 2014 in dem Episodenfilm Toilet Stories zu sehen. Für das 2019 erschienene Lehrbuch der HfS Ernst Busch Mit den Ohren sehen von Viola Schmidt steuerte Kronenberg die Illustrationen bei.

## Filmografie (Auswahl)
- 2012: Russendisko
- 2014: SOKO Leipzig – Lucy
- 2014: Toilet Stories
- 2019: Großstadtrevier – Harrys Aussage
- 2019: Die Pfefferkörner – Nachrichten aus dem Jenseits
- 2024: Großstadtrevier – Freitag der 13

## Hörspiele
- 2019: Dominique Manotti: Abpfiff – Regie: Beatrix Ackers – NDR/SWR
- 2020: Sabine Stein: Radio-Tatort: Der menschliche Faktor – Regie: Andrea Getto – NDR